# Kete-Krachi

Kete-Krachi är en ort i östra Ghana, belägen vid Voltasjön. Den är huvudort för distriktet Krachi West, och folkmängden uppgick till 8 966 invånare vid folkräkningen 2010.